# Who Let the Cats Out?
Albums de Mike Stern
These Times
(2004) Lifecycle
(2008)
Who Let the Cats Out? est un album de Mike Stern paru en 2006. Il s'agit du treizième album enregistré par Mike Stern et paru sur le label Heads Up. Cet album de jazz fusion est constitué de ballades (We're With You, K.T.) et de morceaux de jazz influencés pour certains par le funk (Roll With It), ou par le swing du bebop (Who Let the Cats Out?). On note la collaboration de Richard Bona, bassiste et chanteur qui a déjà joué avec Mike Stern précédemment, qui se livre sur cet album au scat ainsi que celle de Gregoire Maret qui joue de l'harmonica sur We're With You et Texas. Mike Stern joue de la guitare acoustique sur We're With You.

## Musiciens
- Mike Stern : guitare (tous les morceaux)
- Jim Beard : piano, orgue, synthétiseur, clarinette
- Bob Franceschini : saxophone (1 à 4, 9 à 11)
- Richard Bona : basse et chant (3,4,5,10)
- Kim Thompson : batterie (1,2,3,6,7,9,10)
- Dave Weckl : batterie (4,5,8,11)
- Chris Minh Doky : Contrebasse (1, 6, 9)
- Roy Hargrove : trompette (2,9)
- Meshell Ndegeocello : basse (2,8)
- Gregoire Maret : harmonica (5,8)
- Anthony Jackson : 6-string contrebasse guitare(11)
- Victor Wooten : basse (7)
- Bob Malach : saxophone (7)

## Titres
Tous les morceaux sont des compositions de Mike Stern.
1. Tumble Home - 8:14
2. K.T. - 7:57
3. Good Questions - 4:17
4. Language - 7:03
5. We're With You - 5:48
6. Leni Goes Shopping - 4:38
7. Roll with It - 5:02
8. Texas - 7:04
9. Who Let the Cats Out? - 7:44
10. All You Need - 6:57
11. Blue Runway - 8:37